# Parc Saint-Paul

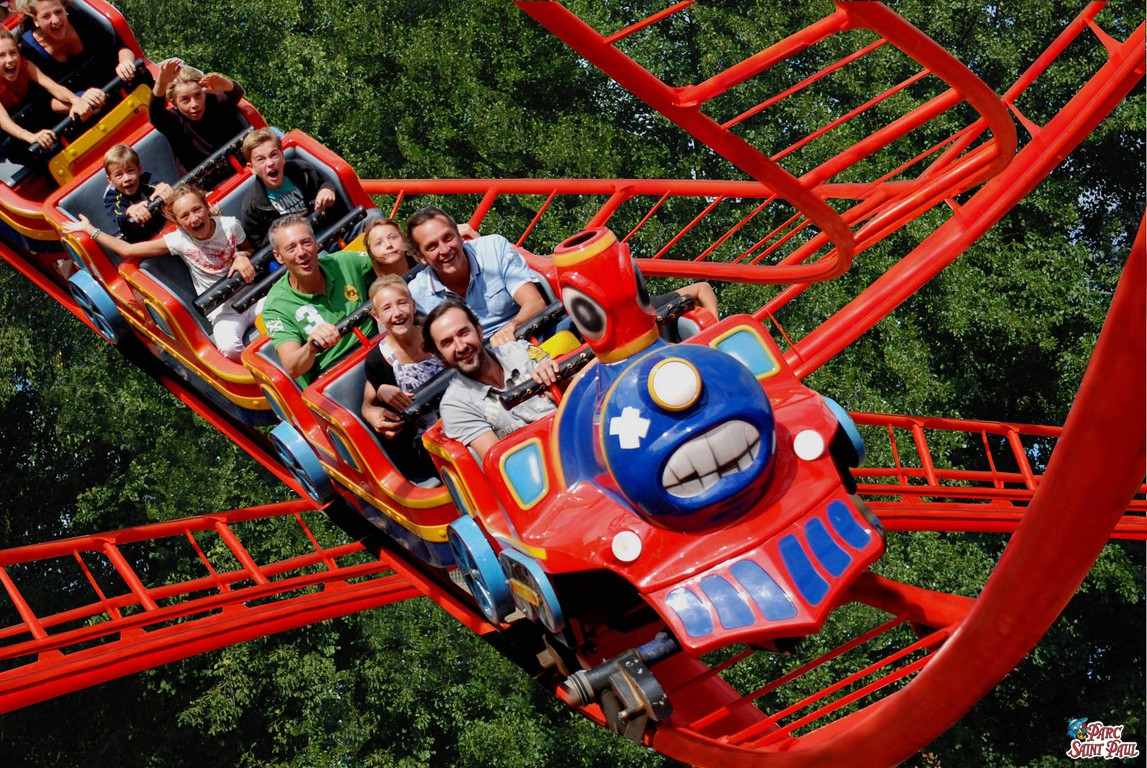
Le Wild Train

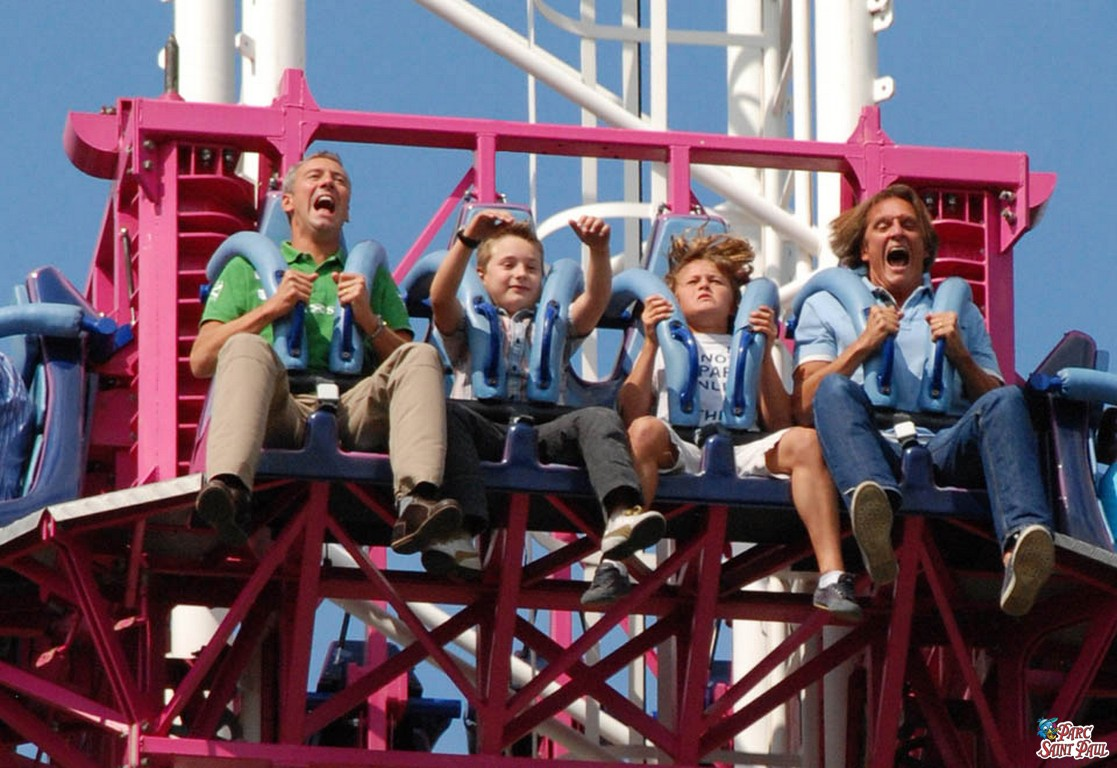
La Tour Descente

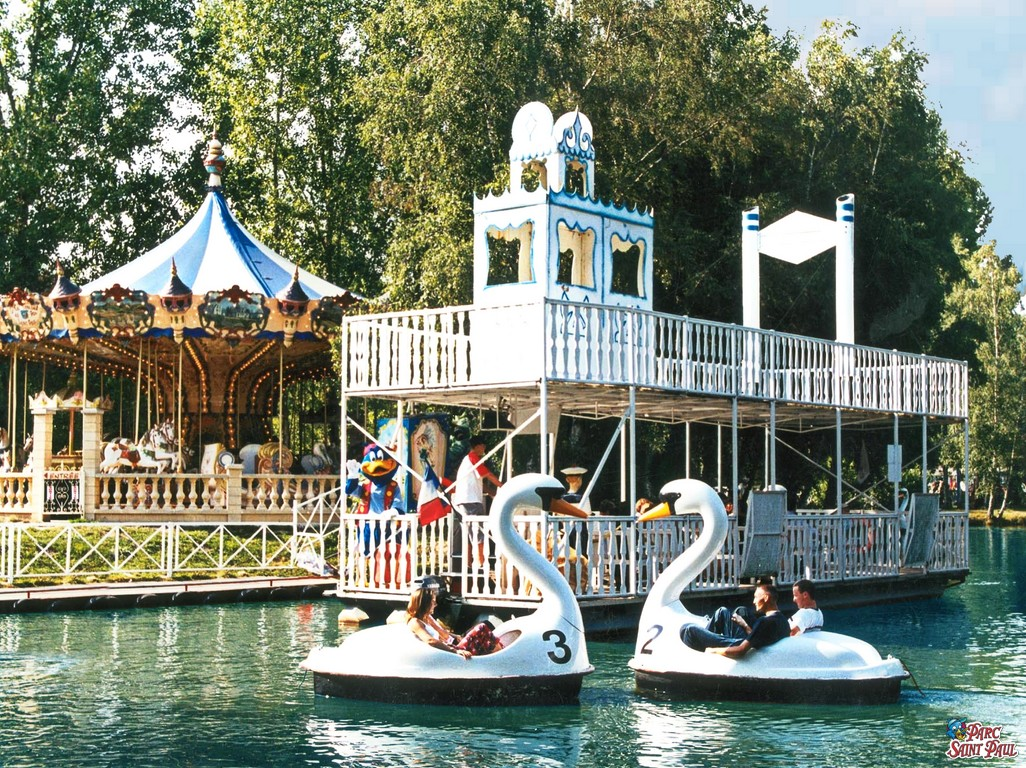
Le Bateau Mississippi, Les Pédalos Cygnes

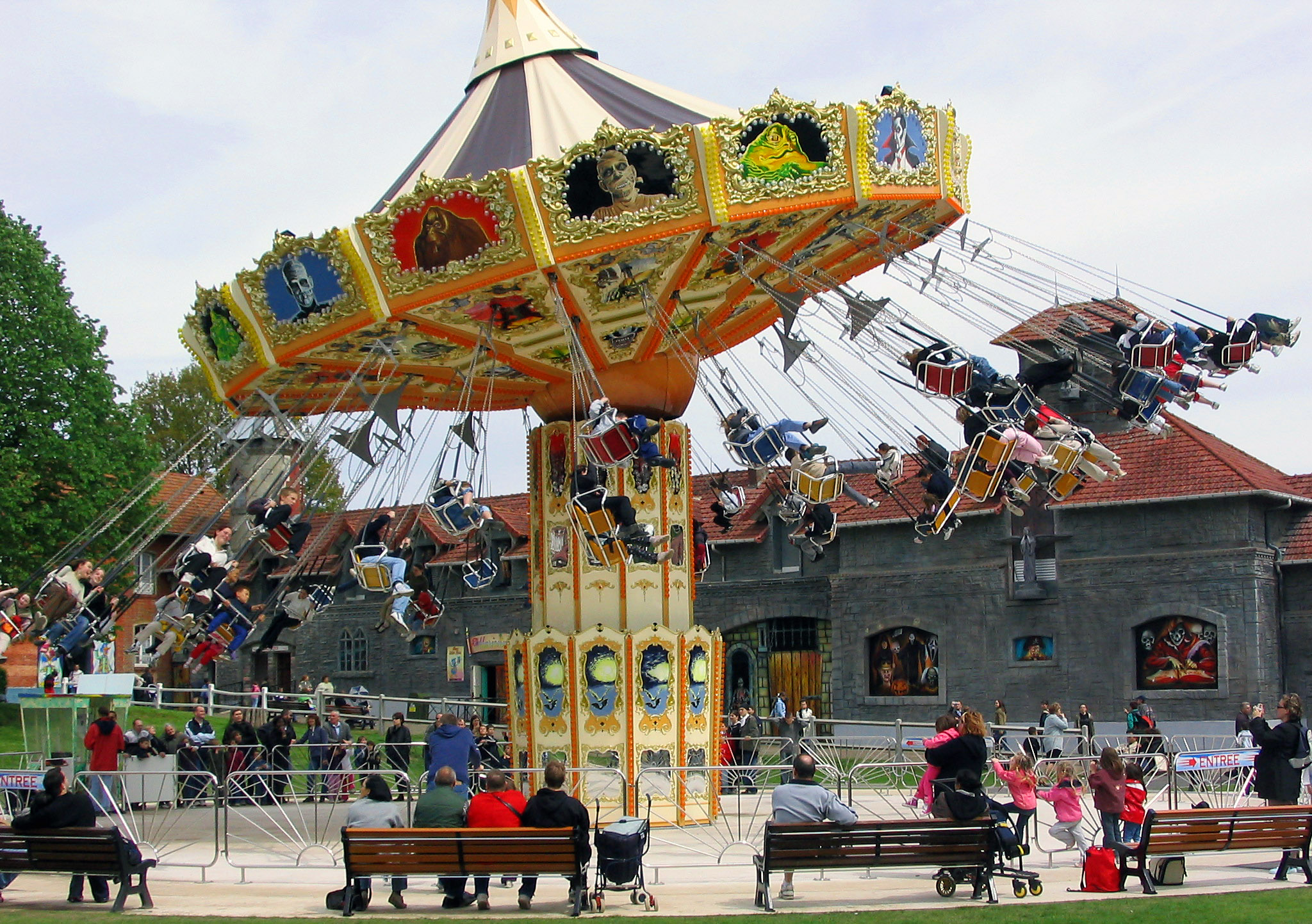
Les Chaises Aériennes

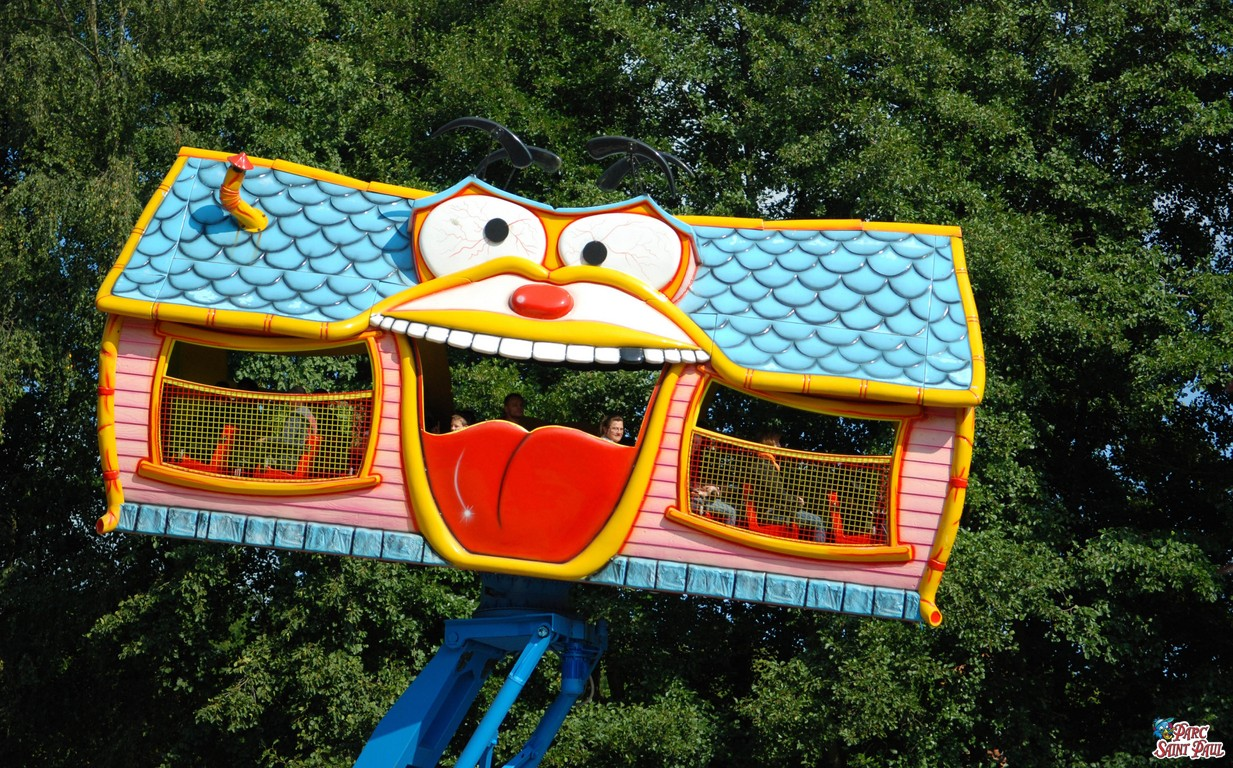
La Maison Foldingue

Parc Saint-Paul is een attractiepark in Saint-Paul, departement Oise, Frankrijk. Het is gelegen enkele kilometers van Beauvais en 70 kilometer van Parijs. Het park opende in 1983 onder leiding van Andrew Campion. In 1999 werd het park overgenomen door Gilles Campion. Jaarlijks krijgt Parc Saint-Paul om en bij de driehonderdduizend bezoekers over de vloer. Het beslaat 27 hectare en biedt het publiek 40 attracties en verschillende dagelijkse shows.

## Attracties

### Achtbanen
| Naam               |  | Type                                |
| ------------------ |  | ----------------------------------- |
| Wood Express       |  | Houten achtbaan                     |
| Formule 1          |  | Stalen wildemuis-achtbaan           |
| Wild Train         |  | Stalen achtbaan                     |
| Une Souris Verte   |  | Stalen draaiende wildemuis-achtbaan |
| Aérotrain          |  | Custom Junior Coaster               |
| Family Coaster     |  | Stalen kinderachtbaan               |
| Mini Mouse Cartoon |  | Stalen kinderachtbaan               |

### Waterattracties
| Naam                  | Type              |
| --------------------- | ----------------- |
| Le Dino Splash        | Boomstamattractie |
| Les Pédalos Cygnes    | Waterfietsen      |
| Le Bateau Mississippi | Rondvaart         |

### Thrill rides
- Le Safari Trip - rupsbaan
- L'Arche de Noé - schommelschip
- La Tour Descente - vrije val

### Familieattracties
- La Grande Roue - reuzenrad
- Le Tobogliss - glijbaan
- Le Château Hanté - spookhuis
- La Tour Yoyo - vrije val
- Les Miroirs Magiques - spiegelpaleis
- Le Parcours 3D - walkthrough
- Les Chaises Aériennes - zweefmolen
- Les Voitures Tamponneuses - botsauto's
- La Maison de Pilou - ontmoetingsplaats mascotte

### Kinderattracties
- La Samba des Zabeilles - kinderzweefmolen
- Les Bateaux Bully - rondvaart
- Les P'tits Lampin - paardenbaan
- Les Mini-Quads - botsauto's
- L'Aire de Jeux Dino - speeltuin
- Le Canon Ball - ballenbad
- Le Kiddy Land - indoor speeltuin
- Le Jungle Aventures - indoor speeltuin
- L'Escala Gliss - klimvulkaan
- La Maison Foldingue - crazy house
- Les Trampolines - trampoline
- Le Carrousel 1900 - draaimolen
- Les Tractorigolos - rondrit
- Les Pata'Wouf - rode baron
- L'Îllotortues - draaimolen
- Les Téléphériques - kabelbaan